# Ґіліно
Ґіліно (пол. Gilino) — село в Польщі, у гміні Бельськ Плоцького повіту Мазовецького воєводства.
Населення — 301 особа (2011).
У 1975-1998 роках село належало до Плоцького воєводства.

## Демографія
Демографічна структура станом на 31 березня 2011 року:
|          | Загалом | Допрацездатний вік | Працездатний вік | Постпрацездатний вік |
| -------- | ------- | ------------------ | ---------------- | -------------------- |
| Чоловіки | 152     | 33                 | 104              | 15                   |
| Жінки    | 149     | 38                 | 83               | 28                   |
| Разом    | 301     | 71                 | 187              | 43                   |